# Cneu Cornélio Lêntulo (cônsul em 201 a.C.)
Cneu Cornélio Lêntulo (em latim: Cnaeus Cornelius Lentulus) foi um político da gente Cornélia da República Romana eleito cônsul em 201 a.C. com Públio Élio Peto. Provavelmente era filho de Lúcio Cornélio Lêntulo Caudino, cônsul em 237 a.C., e irmão de Lúcio Cornélio Lêntulo, cônsul em 199 a.C..

## Segunda Guerra Púnica
Lutou na Batalha de Canas (216 a.C.) como um dos tribunos militares das oito legiões romanas que participaram da batalha. Quando o cônsul Emílio Paulo foi derrubado, Lêntulo ofereceu seu cavalo para que ele fugisse, mas ele se negou e pediu que ele próprio se salvasse.
Foi questor em 212 a.C. e celebrou as exéquias do procônsul Tibério Semprônio Graco, morto em combate na Batalha dos Campos Antigos. Lívio conta que, durante a Batalha de Cápua, os romanos inicialmente se viram subjugados pelos contínuos ataques da cavalaria de Aníbal e pela chuva de flechas inimigas, o que estava desequilibrando o combate. Mas, quando ao longe apareceu o exército liderado por Cneu Cornélio Lêntulo, a visão provocou em ambos os exércitos, simultaneamente, o medo de que reforços teriam chegado para o contingente do inimigo. Nas palavras de Lívio:
| “ | Quase como se houvesse um acordo, de uma parte e da outra, foi dado o sinal de retirada. | ” |
|   | — Lívio, Ab Urbe Condita XXV, 19.5.                                                      |   |

Depois foi edil curul com seu irmão. Segundo Lívio, Cornélio foi cogitado para liderar as forças romanas na África para enfrentar o exército de Aníbal, mas o Senado preferiu Cipião Africano.

### Consulado (201 a.C.)
Foi eleito cônsul em 201 a.C. com Públio Élio Peto. O ano de seu mandato foi memorável pelo resultado da derrota de Aníbal por Cipião na Batalha de Zama e a paz com Cartago. Lêntulo desejava a África como sua província consular, mas seu pedido foi vetado pelos tribunos da plebe Quinto Minúcio Termo e Mânio Acílio Glabrião. Acabou encarregado da frota romana na costa da Sicília, com ordens de cruzar para a África se fosse necessário enquanto Peto recebeu a Itália como sua província. Cipião costumava dizer que se não fosse pela ganância de Lêntulo, ele poderia ter destruído Cartago. No final de seu mandato, Lúcio Fúrio Purpúreo e mais dois pretores decidiram a eleição do ano seguinte e os escolhidos foram Caio Aurélio Cota e Públio Sulpício Galba Máximo.

## Anos finais
Em 199 a.C. foi procônsul na Hispânia Ulterior e recebeu uma ovação por seus serviços.